# Guglielmo di Nassau
Guglielmo di Nassau-Weilburg, detto anche Guglielmo di Nassau (Kirchheimbolanden, 14 giugno 1792 – Bad Kissingen, 20 agosto 1839), fu duca di Nassau dal 1816 alla sua morte e fu padre del granduca Adolfo di Lussemburgo.

## Biografia

### Infanzia

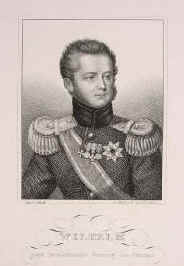
Guglielmo in giovane età

Guglielmo era il figlio maggiore del principe Federico Guglielmo di Nassau-Weilburg e di sua moglie, Luisa Isabella di Kirchberg.
Federico Guglielmo era il figlio maggiore tra i sopravvissuti di Carlo Cristiano di Nassau-Weilburg e della principessa Carolina d'Orange-Nassau.
Carolina era a sua volta figlia del principe Guglielmo IV d'Orange-Nassau e di Anna di Hannover. Anna era la figlia maggiore di re Giorgio II d'Inghilterra e della principessa Carolina di Brandeburgo-Ansbach.

### Duca di Nassau

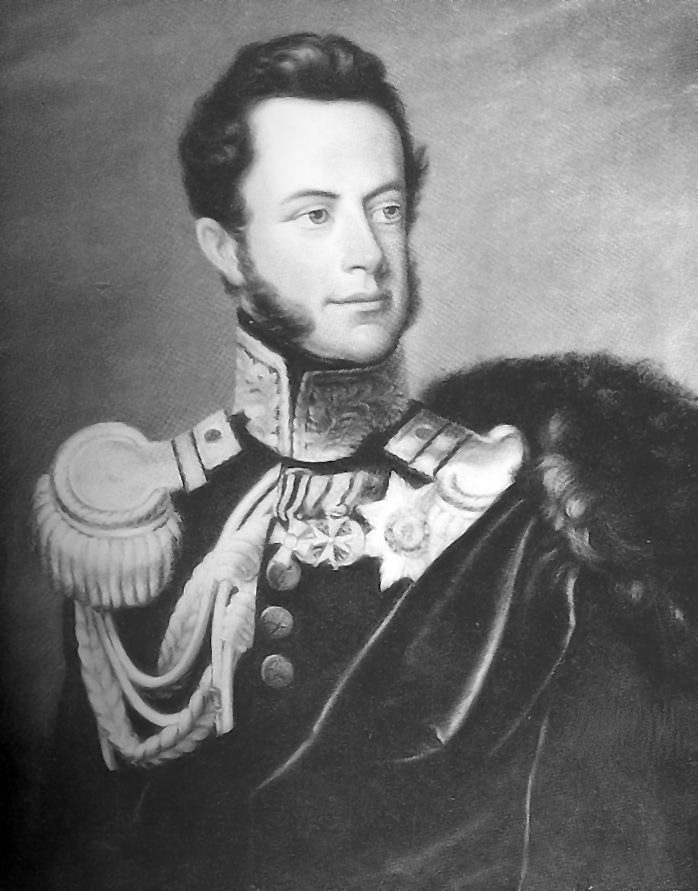
Guglielmo, duca di Nassau in una litografia d'epoca

Fu erede diretto del padre dalla sua morte. Federico Guglielmo, infatti, morì il 9 gennaio del 1816 e Guglielmo gli succedette come principe di Nassau-Weilburg e Duca di Nassau. Nassau-Weilburg cessò di esistere come entità statale separata quello stesso anno, dal momento che Guglielmo ottenne il titolo di duca di Nassau per il resto del suo regno.

### Primo matrimonio

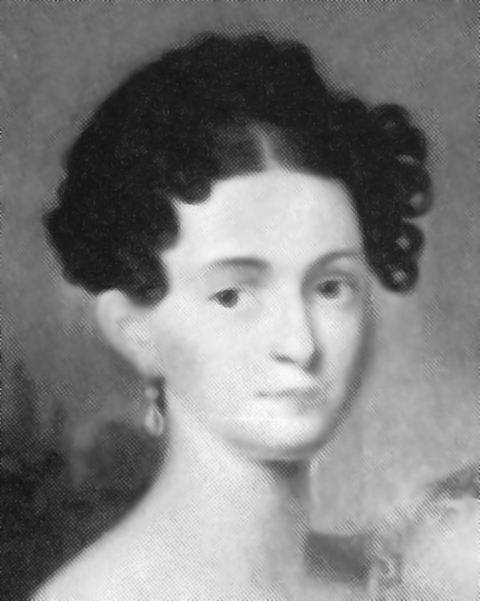
Principessa Luisa di Sassonia-Hildburghausen

Sposò, il 24 giugno 1816, Luisa di Sassonia-Hildburghausen, figlia del duca Federico di Sassonia-Altenburg, e di sua moglie, Carlotta Georgina di Meclemburgo-Strelitz. Ebbero otto figli.

### Secondo matrimonio

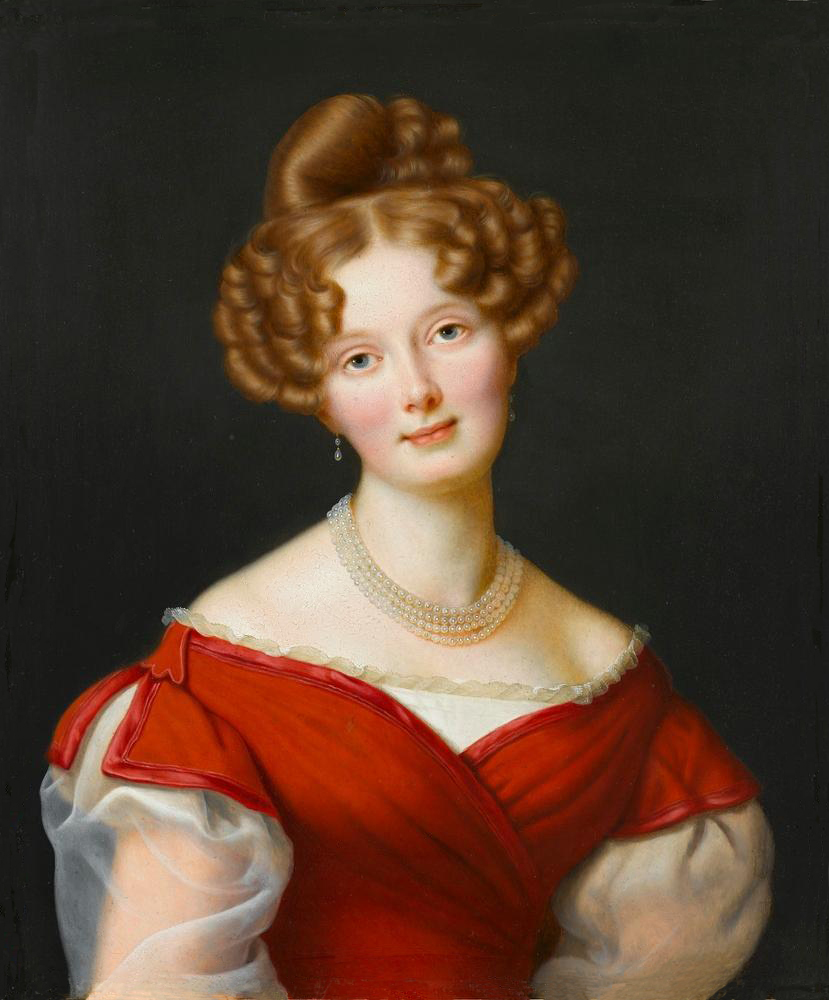
Principessa Paolina di Württemberg

Sposò, il 23 aprile 1829 a Stoccarda, la principessa Paolina di Württemberg, figlia del principe Paolo Federico di Württemberg e di sua moglie, Carlotta di Sassonia-Hildburghausen. Ebbero quattro figli.

### Morte

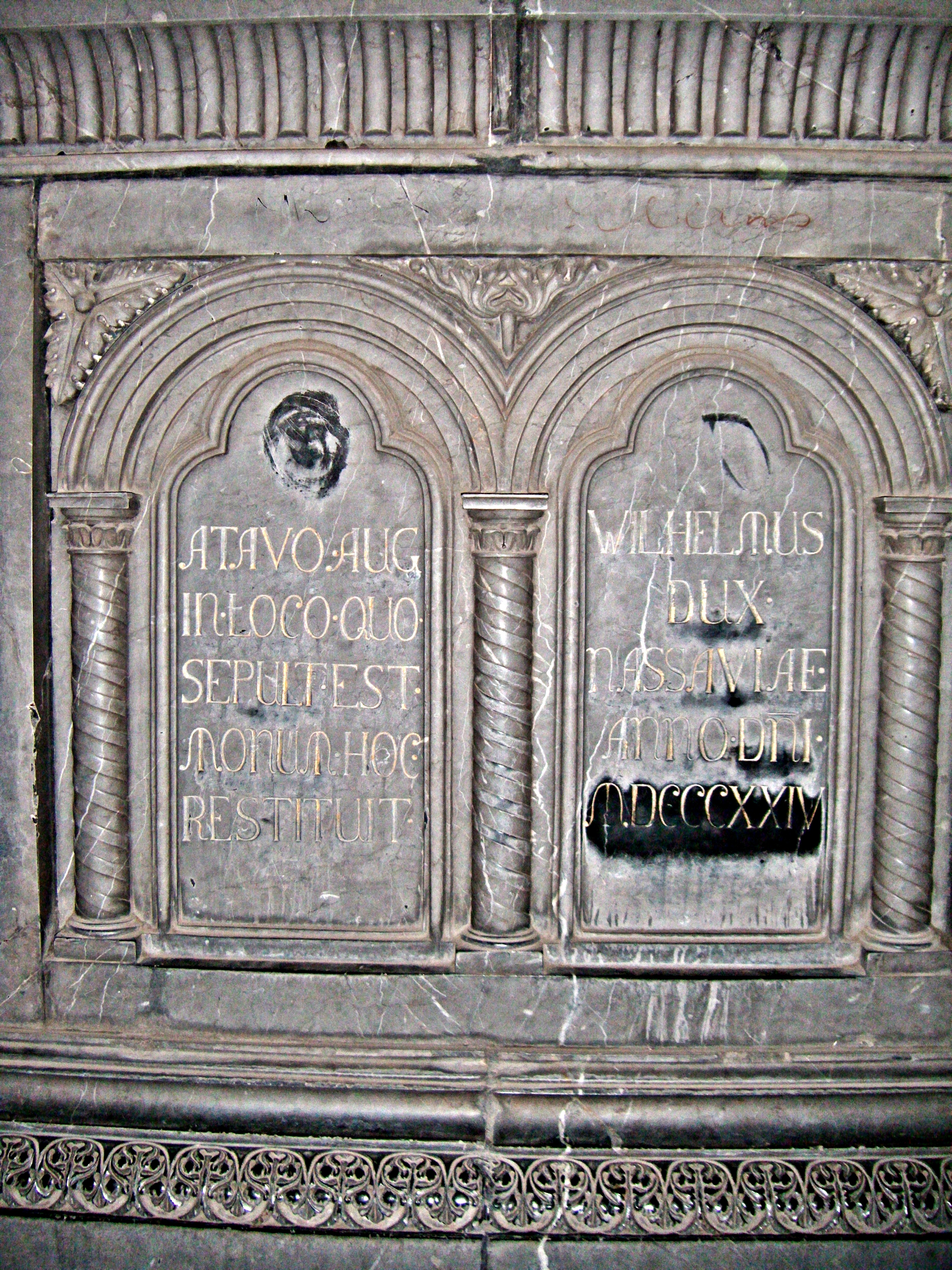
La tomba del duca Guglielmo

Il duca Guglielmo di Nassau morì il 20 agosto 1839 a Bad Kissingen, in Baviera.

## Discendenza
Dal primo matrimonio con Luisa di Sassonia-Hildburghausen nacquero otto figli:
- Augusta Luisa Federica Massimiliana Guglielmina (12 aprile-3 ottobre 1814);
- Teresa Guglielmina Federica Isabella Carlotta (17 aprile 1815-8 dicembre 1871), sposò il duca Pietro di Oldenburg;
- Adolfo, Granduca di Lussemburgo (24 luglio 1817-17 novembre 1905);
- Guglielmo Carlo Enrico Federico (8 settembre 1819-22 aprile 1823);
- Maurizio Guglielmo Augusto Carlo Enrico (21 novembre 1820-23 marzo 1850);
- Maria Guglielmina Luisa Federica Enrichetta (5 aprile 1822-3 aprile 1824);
- Guglielmo Carlo Augusto Federico (12 agosto 1823-28 dicembre 1828);
- Maria Guglielmina Federica Elisabetta (29 gennaio 1825-24 marzo 1902), sposò il principe Ermanno di Wied.

Guglielmo e la principessa Paolina di Württemberg, sua seconda moglie, ebbero quattro figli:
- una figlia (27 aprile-28 aprile 1830);
- Elena Guglielmina Enrichetta Paolina Marianna (12 aprile 1831-27 ottobre 1880), sposò il principe Giorgio Vittorio di Waldeck e Pyrmont;
- Nicola Guglielmo (20 settembre 1832-17 settembre 1905), sposò morganaticamente Natal'ja Aleksandrovna Puškina;
- Sofia Guglielmina Marianna Enrichetta (9 luglio 1836-30 dicembre 1913), sposò il re Oscar II di Svezia.

## Ascendenza
|                                       |                                              |                                                  | Genitori                                  |  |  | Nonni |  |  | Bisnonni                         |  |  | Trisnonni                           |  |
|                                       |                                              |                                                  |                                           |  |  |       |  |  | Carlo Augusto di Nassau-Weilburg |  |  | Giovanni Ernesto di Nassau-Weilburg |  |
|                                       |                                              |                                                  |                                           |  |  |       |  |  | Carlo Augusto di Nassau-Weilburg |  |  | Giovanni Ernesto di Nassau-Weilburg |  |
|                                       |                                              | Maria Polissena di Leiningen-Dagsburg-Hartenburg |                                           |  |  |       |  |  | Carlo Augusto di Nassau-Weilburg |  |  |                                     |  |
| Carlo Cristiano di Nassau-Weilburg    |                                              |                                                  |                                           |  |  |       |  |  | Carlo Augusto di Nassau-Weilburg |  |  |                                     |  |
|                                       |                                              | Augusta Federica Guglielmina di Nassau-Idstein   | Giorgio Augusto di Nassau-Idstein         |  |  |       |  |  |                                  |  |  |                                     |  |
|                                       |                                              | Augusta Federica Guglielmina di Nassau-Idstein   | Giorgio Augusto di Nassau-Idstein         |  |  |       |  |  |                                  |  |  |                                     |  |
|                                       |                                              | Augusta Federica Guglielmina di Nassau-Idstein   | Enrichetta Dorotea di Oettingen-Oettingen |  |  |       |  |  |                                  |  |  |                                     |  |
| Federico Guglielmo di Nassau-Weilburg |                                              | Augusta Federica Guglielmina di Nassau-Idstein   |                                           |  |  |       |  |  |                                  |  |  |                                     |  |
|                                       |                                              | Guglielmo IV di Orange-Nassau                    | Giovanni Guglielmo Friso d'Orange         |  |  |       |  |  |                                  |  |  |                                     |  |
|                                       |                                              | Guglielmo IV di Orange-Nassau                    | Giovanni Guglielmo Friso d'Orange         |  |  |       |  |  |                                  |  |  |                                     |  |
|                                       |                                              | Guglielmo IV di Orange-Nassau                    | Maria Luisa d'Assia-Kassel                |  |  |       |  |  |                                  |  |  |                                     |  |
| Carolina d'Orange-Nassau              |                                              | Guglielmo IV di Orange-Nassau                    |                                           |  |  |       |  |  |                                  |  |  |                                     |  |
|                                       |                                              | Anna di Hannover                                 | Giorgio II di Gran Bretagna               |  |  |       |  |  |                                  |  |  |                                     |  |
|                                       |                                              | Anna di Hannover                                 | Giorgio II di Gran Bretagna               |  |  |       |  |  |                                  |  |  |                                     |  |
|                                       |                                              | Anna di Hannover                                 | Carolina di Brandeburgo-Ansbach           |  |  |       |  |  |                                  |  |  |                                     |  |
| Guglielmo di Nassau                   |                                              | Anna di Hannover                                 |                                           |  |  |       |  |  |                                  |  |  |                                     |  |
|                                       | Guglielmo Luigi di Sayn-Hachenburg-Kirchberg | …                                                |                                           |  |  |       |  |  |                                  |  |  |                                     |  |
|                                       | Guglielmo Luigi di Sayn-Hachenburg-Kirchberg | …                                                |                                           |  |  |       |  |  |                                  |  |  |                                     |  |
|                                       | Guglielmo Luigi di Sayn-Hachenburg-Kirchberg | …                                                |                                           |  |  |       |  |  |                                  |  |  |                                     |  |
| Giorgio di Sayn-Hachenburg-Kirchberg  | Guglielmo Luigi di Sayn-Hachenburg-Kirchberg |                                                  |                                           |  |  |       |  |  |                                  |  |  |                                     |  |
|                                       |                                              | Luisa di Salm-Dhaun                              | …                                         |  |  |       |  |  |                                  |  |  |                                     |  |
|                                       |                                              | Luisa di Salm-Dhaun                              | …                                         |  |  |       |  |  |                                  |  |  |                                     |  |
|                                       |                                              | Luisa di Salm-Dhaun                              | …                                         |  |  |       |  |  |                                  |  |  |                                     |  |
| Luisa Isabella di Kirchberg           |                                              | Luisa di Salm-Dhaun                              |                                           |  |  |       |  |  |                                  |  |  |                                     |  |
|                                       |                                              | Enrico XI di Reuss-Greiz                         | Enrico II di Reuss-Obergreiz              |  |  |       |  |  |                                  |  |  |                                     |  |
|                                       |                                              | Enrico XI di Reuss-Greiz                         | Enrico II di Reuss-Obergreiz              |  |  |       |  |  |                                  |  |  |                                     |  |
|                                       |                                              | Enrico XI di Reuss-Greiz                         | Sofia Carlotta di Bothmer                 |  |  |       |  |  |                                  |  |  |                                     |  |
| Isabella Augusta di Reuss-Greiz       |                                              | Enrico XI di Reuss-Greiz                         |                                           |  |  |       |  |  |                                  |  |  |                                     |  |
|                                       |                                              | Corradina di Reuss-Köstritz                      | Enrico XXIV di Reuss-Schleiz              |  |  |       |  |  |                                  |  |  |                                     |  |
|                                       |                                              | Corradina di Reuss-Köstritz                      | Enrico XXIV di Reuss-Schleiz              |  |  |       |  |  |                                  |  |  |                                     |  |
|                                       |                                              | Corradina di Reuss-Köstritz                      | …                                         |  |  |       |  |  |                                  |  |  |                                     |  |
|                                       |                                              | Corradina di Reuss-Köstritz                      |                                           |  |  |       |  |  |                                  |  |  |                                     |  |